# San Martín de Loba
San Martín de Loba är en kommun i Colombia.   Den ligger i departementet Bolívar, i den norra delen av landet, 500 km norr om huvudstaden Bogotá. Antalet invånare är 14 248. Arean är 449 kvadratkilometer.
Terrängen i San Martín de Loba är platt åt nordost, men åt sydväst är den kuperad.